# Плесовська (Вельський район)
Плесовська (рос. Плесовская) — присілок в Вельському районі Архангельської області Російської Федерації.
Населення становить 283 особи. Входить до складу муніципального утворення Вельське муніципальне утворення.

## Історія
Від 1937 року належить до Архангельської області.
Від 2004 року належить до муніципального утворення Вельське муніципальне утворення.

## Населення
| 1859 | 2002 | 2010 |
| ---- | ---- | ---- |
| 75   | ↗284 | ↘283 |